# Polysyntetický jazyk
V lingvistice se polysyntetickými jazyky nazývají výrazně syntetické jazyky, tj. jazyky, ve kterých se slova skládají z mnoha morfémů. Zatímco analytické jazyky mají nízký poměr morfémů vzhledem k počtu slov, polysyntetické jazyky mají vysoký poměr morfémů vzhledem k počtu slov.
Ne u všech polysyntetických jazyků je jejich zařazení do této skupiny zcela snadné. Hranice slov a morfémů bývá někdy obtížné rozpoznat a jazyky mohou být výrazně syntetické v určitém ohledu, ale méně syntetické v jiných ohledech.

## Definice
Míra synteze vypovídá o počtu morfémů vzhledem k počtu slov. Jazyky s více než jedním morfémem připadajícím na slovo jsou syntetické. Polysyntetické jazyky jsou jazyky, které se nacházejí na konci syntetického kontinua s opravdu vysokým počtem morfémů vzhledem k počtu slov. Tyto výrazně syntetické jazyky mají často velmi dlouhá slova, která mohou v případě méně syntetických jazyků odpovídat celým větám.
Mnohé ze syntetických jazyků, pokud ne většina, obsahují v přísudku shodu s argumenty předmětu a také argumenty podmětu. Inkorporace (zejména inkorporace podstatného jména) představovala problém, který býval zaměňován s polysyntezí a byl také používán jako kritérium pro její definici. Inkorporace se týká jevu, kdy se lexikální morfémy (nebo lexémy) spojují dohromady a utváří jedno slovo. Ne všechny polysyntetické jazyky jsou inkorporační, a ne všechny inkorporační jazyky jsou polysyntetické.

## Typy
Nedávná lingvistická studie Johanna Matissena naznačuje, že polysyntetické jazyky lze v zásadě rozdělit do dvou kategorií, které se liší způsobem, jakým morfémy utvářejí slova.

### Afixální
Afixální polysyntetické jazyky, jak už sám název napovídá, jsou jazyky, které používají pouze vázané morfémy, které nepředstavují kořen, a vyjadřují koncepty, které jsou v méně syntetických jazycích vyjádřeny samostatnými slovy, jako jsou přídavná jména nebo příslovce. Tyto jazyky používají vázané morfémy také k tvorbě dalších podstatných jmen nebo sloves ze základního kořene, což může vést k velmi složitým slovním tvarům bez přítomnosti nelexikálních přípon. Tyto vázané morfémy se často vztahují k částem těla, jiným důležitým kulturním položkám jazyka mluvčího nebo prvkům krajiny, kde se daný jazyk používá. Deiktické či jiné prostorové a časové vztahy jsou u těchto vázaných morfémů v afixálních polysyntetických jazycích také velmi časté.
Afixální polysyntetické jazyky nepoužívají inkorporaci podstatných jmen nebo serializaci sloves, jelikož by tím došlo k porušení pravidla týkajícího se přípustného počtu kořenů na slovo. Mnohé mají neurčitou hranici mezi podstatnými jmény a slovesy, což umožňuje při překladu těchto slovních druhů používání afixů.
Mezi afixální polysyntetické jazyky se řadí např. inuktitutština, čerokíjština, athabaské jazyky, chimakuanské jazyky (quileutština) a wakašské jazyky.

### Kompozitní
U kompozitních syntetických jazyků se obvykle vyskytuje více než jeden volný morfém vzhledem k počtu slov. Tím je umožněna inkorporace podstatných jmen a serializace sloves a dochází k vytváření extrémně dlouhých slov. Kompozitní jazyky mají často srovnatelný počet vázaných morfémů jako čistě afixální polysyntetické jazyky, ale důležitost těchto vázaných afixů je podstatně nižší než u afixálních polysyntetických jazyků.
Předpokládá se, že všechny afixální polysyntetické jazyky se vyvinuly z kompozitních polysyntetických jazyků prostřednictvím přeměny volných morfémů na afixy.
Protože se kompozitní jazyky vyznačují větším počtem volných morfémů, jsou mnohem náchylnější k přeměně na jednodušší jazyky s méně složitými slovy než afixální polysyntetické jazyky. Na druhou stranu jejich odlišení od nepolysyntetických jazyků je snazší než v případě afixálních polysyntetických jazyků.
Mezi kompozitní polysyntetické jazyky patří např. klasická ainuština, čukština, tonkavština a většina amazonských jazyků.